# Ons Ben Mesaud
Ons Ben Mesaud (18 de abril de 1988) es una deportista tunecina que compitió en judo. Ganó una medalla de bronce en el Campeonato Africano de Judo de 2013 en la categoría de –57 kg.

## Palmarés internacional
| Campeonato Africano | Campeonato Africano | Campeonato Africano | Campeonato Africano |
| Año                 | Lugar               | Medalla             | Categoría           |
| ------------------- | ------------------- | ------------------- | ------------------- |
| 2013                | Maputo (Mozambique) | Medalla de bronce   | –57 kg              |